# Ляскова (Лімановський повіт)
Ляскова (пол. Laskowa) — село в Польщі, у гміні Ляскова Лімановського повіту Малопольського воєводства.
Населення — 3140 осіб (2011).
У 1975-1998 роках село належало до Новосондецького воєводства.

## Демографія
Демографічна структура станом на 31 березня 2011 року:
|          | Загалом | Допрацездатний вік | Працездатний вік | Постпрацездатний вік |
| -------- | ------- | ------------------ | ---------------- | -------------------- |
| Чоловіки | 1574    | 368                | 1070             | 136                  |
| Жінки    | 1566    | 412                | 885              | 269                  |
| Разом    | 3140    | 780                | 1955             | 405                  |